# Paul Elgers (Geiger)
Paul Elgers (eigentlich Wilhelm Paul Bernhard Schmidt; * 20. November 1876 in Berlin; † nach 1927) war ein deutscher Geiger und Musikpädagoge.

## Leben
Elgers wurde als Sohn des Fabrikbesitzers Bernhard Schmidt und dessen Frau Marie Zorn geboren. Er besuchte in Berlin das Luisenstädtische Gymnasium. Von 1895 bis 1897 erhielt er Violinunterricht bei Carl Halir. Von 1898 bis 1900 studierte er Violine bei Gustav Hollaender und Theorie bei Ludwig Bussler am Stern’schen Konservatorium. 1900 wechselte er zu Carl Halir und Joseph Joachim an die Hochschule für Musik Berlin. Von 1901 bis 1903 wurde er von Anton Witek in Berlin und ab 1903 von Albert Geloso in Paris unterrichtet.
Im Jahr 1902 debütierte er als Solist beim Berliner Philharmonischen Orchester unter der Leitung von Josef Řebíček. Bis 1906 unternahm er Konzertreisen. Von 1906 bis 1911 war er Leiter des Ochs-Eichelberg-Konservatoriums in Berlin. Von 1911 bis 1914 war er als Violinpädagoge in Berlin tätig. 1919 holte ihn Bruno Hinze-Reinhold als Leiter der 1. Violinklasse an die Staatliche Musikschule Weimar. Nachdem er sich mit Hinze-Reinhold überworfen hatte, eröffnete er mit Hilde Elgers im September 1924 eine konkurrierende Geigenschule in Weimar. Sein Nachfolger an der Musikschule wurde Max Strub. Ab 1927 wirkte Elgers als Lehrer am Stern’schen Konservatorium in Berlin. 1934 übernahm er dort eine Ausbildungsklasse für Violine.
Elgers, evangelisch, war verheiratet und Vater zweier Kinder. Sein Sohn Paul Elgers (1915–1995) war Schriftsteller.